# Larry Williams (trader)
Larry Richard Williams (ur. 6 października 1942 w Miles City) – amerykański pisarz, trader i polityk, autor wielu książek oraz wskaźników analizy technicznej w tym %R Williamsa czy Ultimate Oscillator. Zwycięzca z 1987 World Cup Championship of Futures Trading.

## Życiorys
Williams urodził się 6 października 1942 w Miles City w stanie Montana w Stanach Zjednoczonych jako syn Richarda Sigwarta Williamsa oraz Sylvy Brurs Williams. W 1960 ukończył Billings Senior High School, a w 1964 University of Oregon.
Williams rozpoczął swoją przygodę z analizą rynków w 1962. W 1965 zaczął wydawać biuletyn „Williams Commodity Timing” (publikowany aż do 2008), rok później zostając zawodowym graczem giełdowym i wymyślając wskaźnik używany do dziś pod nazwą %R Williams.
W 1969 Williams napisał swoją pierwszą książkę „The Secret of Selecting Stock”. Przez kolejne lata Williams zajmował się analizą rynków, zwracając uwagę w swoich publikacjach na wpływ czynników sezonowych na rynki towarowe. Opracował metody pomiaru akumulacji i dystrybucji oraz metody wybicia z progu zmienności. W 1976 opracował Ultimate Oscilator.
W 1978 oraz 1982 był nominowany z ramienia Partii Republikańskiej ze stanu Montana na senatora Stanów Zjednoczonych, przegrywając ostatecznie te starania odpowiednio z Maxem Baucusem i Johnem Melcherem.
Ożenił się z Carlą Swenson i ma z nią córkę Michelle Williams.
W 1982 rozpoczął szkolenia ze spekulacji rynkowej, na których dokonywał transakcji na żywo, w latach 1999-2006 na transakcjach dokonywanych na szkoleniach zarobił ponad 1,2 mln dolarów. W 1987 roku wygrał World Cup Championship of Futures Trading osiągając niepobity do tej pory rekord stopy zwrotu wynoszący 11 376%. W 1997 jego córka Michelle Williams stosując się do rad i zasad swojego ojca mając 16 lat wygrała World Cup Championship of Futures Trading ze stopą zwrotu 1000%.